# Долење Пољане
Долење Пољане (словен. Dolenje Poljane) је насељено место у општини Лошка Долина, Приморско-нотрањска регија, Словенија.

## Историја
До територијалне реорганизације у Словенији биле су у саставу старе општине Церкница.

## Становништво
У попису становништва из 2011. године, Долење Пољане су имале 11 становника.
| Број становника према пописима | Број становника према пописима | Број становника према пописима |
| ------------------------------ | ------------------------------ | ------------------------------ |
| 1991                           | 2002                           | 2011                           |
| 10                             | 8                              | 11                             |